# Mitternacht in München
Mitternacht in München war die erste deutsche Radiosendung nach dem Zweiten Weltkrieg mit einem reinen Jazzprogramm, die sich über längere Zeit im Programmschema hielt. Die Sendereihe wurde seit 1947 vom damaligen Mittelwellensender Radio München und von 1949 bis 1956 dann vom Bayerischen Rundfunk ausgestrahlt und war eine „der erfolgreichsten Jazz-Sendungen Europas.“

## Geschichte
Der amerikanische Soldatensender AFN Munich sendete seit 1945 von München aus ein Jazzprogramm Midnight in Munich, das auch bei den deutschen Hörern beliebt war. Die Sendung, die mehr als 60.000 Hörerzuschriften erhielt, fiel allerdings bereits 1947 einer Programmreform von AFN Munich zum Opfer. Das brachte Jimmy Jungermann, den damaligen Unterhaltungschef bei Radio München, auf die Idee, die Sendung in einer deutschen Version zu übernehmen, zumal ihm gerade Sendezeit nach Mitternacht zugesprochen worden war. Dabei übernahm er aber Werner Götze zufolge „nicht das Konzept des AFN bestehend aus aktuellen Schlagern und Evergreens der besseren Sorte, sondern entlieh nur den einprägsamen Titel ‚Midnight in Munich‘. Sein Mitternacht in München konzentrierte sich voll und ganz auf Jazz.“
Mitternacht in München wurde erstmals am 2. Dezember 1947 ausgestrahlt. Zunächst zweimal in der Woche gab es mit dem Untertitel „Jazz aus aller Welt“ neue Folgen der einstündigen Sendung von Mitternacht bis ein Uhr früh, in der Jazz-Platten und Live-Jazz vorgestellt wurde. Ab März 1948 kam Mitternacht in München mit dem Untertitel „Jazzfreunde unter sich“ dreimal in der Woche. Die Moderation teilte sich Jungermann mit Werner Götze und Hanns-Ger Huber, beides Jazzmusiker. Das Plattenmaterial kam überwiegend vom AFN. Weil man zunächst nicht genügend Tonträger beschaffen konnte, um ein abwechslungsreiches Programm zu gestalten, kamen Live-Konzerte hinzu. Dort spielten Münchner Jazzbands wie Delle Haenschs „Gamelang-Combo“, das Orchester Max Greger, aber auch die Combos von Freddie Brocksieper und Charly Tabor, mit denen Solisten wie Hugo Strasser, Rolf Schneebiegl, Paul Kuhn oder Klaus Ogermann auftraten. „Die MiM, wie man die Mitternacht in München abkürzte, war das erste Zentrum des Jazz nach dem Kriege. Jeder wollte dabei sein, wenn sie ihre Konzerte veranstaltete. Man kann sich heute – im Zeitalter des Fernsehens – gar nicht vorstellen, was für ein Echo damals das Radio besaß. Jahrelang hockten die Jazzfreunde in halb Europa dreimal die Woche von 24.00 bis 1.00 Uhr nachts am Lautsprecher, um ihre MiM zu verfolgen.“
Inhaltlich wurden im Rahmen von Mitternacht in München verschiedene Formate im Wechsel gesendet; dazu gehörten die „Jazznachrichten“, eine Sendung ohne Musik, in der meist über Neuigkeiten aus der amerikanischen Jazzszene berichtet wurde – personelle Wechsel in Bands, Plattenproduktionen, Tourneen, Todesfälle, aber auch Anekdoten und Klatsch. Auch gab es bereits Hörer-Wunschsendungen („Wie gewünscht“), außerdem das Format „Soeben erschienen“, in dem Plattenneuerscheinungen vorgestellt wurden. Ansonsten lag der Schwerpunkt neben den Konzerten „auf jazzgeschichtlichen Sendungen, Musiker- und Bandporträts und der Vorstellung verschiedener Stile des Jazz.“
Ab Oktober 1950 wurde Mitternacht in München zu Jazz um Mitternacht. Die Sendezeit wurde auf einmal in der Woche reduziert. Zusätzlich gab es aber ab Januar 1953 wieder die Sendung Jazzfreunde unter sich, nun im Zweiten Programm des Bayerischen Rundfunks, aber ohne festen Sendeplatz. Die 500. Sendung von Mitternacht in München wurde 1953 mit einer Jubiläumsgala im Deutschen Museum gefeiert. „Im Juli 1956 wurde die Sendung Mitternacht in München noch einmal umbenannt in Jazz Journal, vermutlich der Tatsache geschuldet, dass die Sendezeit 24:00 nun nicht mehr konsequent eingehalten wurde.“